# Apatura bernardii
Apatura bernardii är en fjärilsart som beskrevs av Le Moult 1947. Apatura bernardii ingår i släktet Apatura och familjen praktfjärilar. Inga underarter finns listade i Catalogue of Life.